# Otto Bökman
Otto Filip Bökman, född 3 maj 1874 i Berghems församling, Älvsborgs län, död 22 november 1938 i Adolf Fredriks församling i Stockholm, var en svensk filmfotograf. Han var fotograf från omkring 1901. Bökman tävlade i OS i Stockholm 1912 i grenen lerduveskytte.
Bökman är gravsatt på Norra begravningsplatsen utanför Stockholm.

## Filmfoto (urval)
- 1912 – Systrarna
- 1912 – Fröken Julie
- 1912 – Fadren
- 1911 – Stockholmsdamernas älskling
- 1911 – Blott en dröm
- 1908 – I klädloge och på scen